# Югина асамська
Юги́на асамська (Yuhina bakeri) — вид горобцеподібних птахів родини окулярникових (Zosteropidae). Мешкає в Гімалаях і горах М'янми. Вид названий на честь британського орнітолога Едварда Стюарта Бейкера.

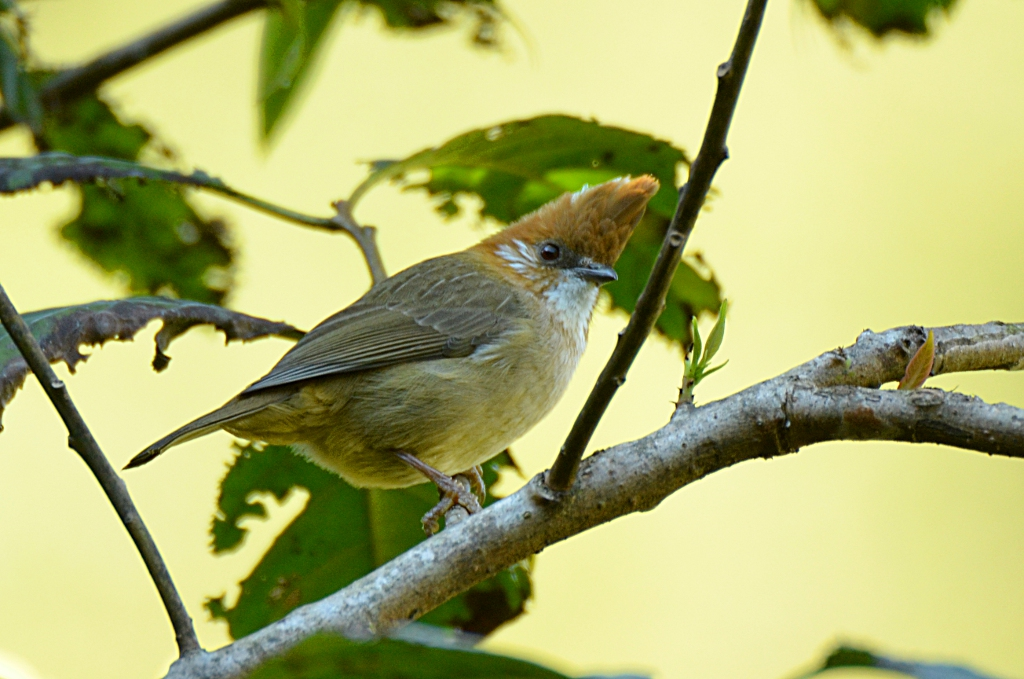
Асамська югина

## Опис
Довжина птаха становить 12-13,5 см, вага 14-24 г. Голова рудувато-коричнева, шия і горло білі, скроні поцятковані сріблястими смужками.

## Поширення і екологія
Асамські югини мешкають в Непалі, Бутані, Індії, Китаї, Бангладеш і М'янмі. Вони живуть у вологих гірських і рівнинних тропічних лісах. Зустрічаються на висоті від 300 до 2200 м над рівнем моря.